# 角膜炎
角膜炎（英語：Keratitis），是指眼睛角膜發炎的症狀，患者會感到眼部疼痛、視力模糊及流眼泪等。角膜炎的最主要成因是由病原體引致，如棘變形蟲、鐮孢菌等。佩戴隱形眼鏡的人士也有較大概率感染角膜炎。